# La Comtesse de Bâton Rouge
La Comtesse de Bâton Rouge est un film québécois d'André Forcier sorti en 1997.

## Synopsis
L'histoire commence dans un théâtre montréalais contemporain où un projectionniste décrit au réalisateur Rex Albert (Robin Aubert) qu'un esprit fantomatique semble hanter son film. L'histoire revient ensuite aux années 1960 lorsque Rex tournait son premier film. Un soir, il assiste à un freak show et rencontre Paula, une belle femme à barbe (Geneviève Brouillette). Pour Rex, c'est le coup de foudre, alors il est contrarié quand elle part rejoindre un cirque cajun en Louisiane. Quelques mois plus tard, Rex court vers le sud pour devenir un boulet de canon humain dans le même cirque. L'histoire remonte au présent dans le dernier film de Rex, La Comtesse de Bâton Rouge, une chronique de son étrange histoire d'amour avec Paula. Le film est un autre fantasme décalqué sur des personnages qui vivent en marge de la société du réalisateur André Forcier.

## Fiche technique
- Réalisation : André Forcier
- Assistante à la réalisation : Mireille Goulet
- Production : Roger Frappier
- Studios : Max Films Productions
- Scénario : André Forcier
- Pays : Canada
- Origines : Québec
- Année de sortie : 1997
- Images: André Turpin
- Montage images : Richard Comeau
- Musique : Michel Cusson
- Montage sonore : Dominique Chartrand
- Société de production : Max Films inc. (Québec)

## Distribution
- Robin Aubert : Rex Prince
- Geneviève Brouillette : Paula Paul de Nerval
- Isabel Richer : Maria Capra - Paula
- David Boutin : Roy Tranquille - Rex
- Frédéric Desager : Le Grand Zénon
- Gaston Lepage : Édouard Doré
- France Castel : Nuna Breaux
- Louise Marleau : Angèlie Temporel
- Francine Ruel : Bébé Crocodile
- Michèle-Barbara Pelletier : Julie Larousse
- Marie Eykel : Marie Heureux
- Serge Bonin